# Revolução (jornal de 1974)
Revolução : porta-voz do Partido Revolucionário do Proletariado - Brigadas Revolucionárias dirigido por Isabel do Carmo, foi publicado entre 1974 e 1977, remetendo para a estrema esquerda como assunto central.